# Henrietta Mary Spencer-Churchill
Henrietta Mary Spencer-Churchill (Oxford, 7 de outubro de 1958) é uma decoradora de interiores e autora britânica e a filha mais velha de John Spencer-Churchill, 11.º Duque de Marlborough, e de sua primeira esposa, Susan Hornby.
Ela foi educada em St. Mary's School e estudou História da Arte e Línguas em Florença e em Paris, por oito meses. Em 1977, adquiriu um diploma de um curso de design de interiores de Londres. Em 1980, casou-se com Nathan Gelber, um banqueiro alemão. Eles tiveram dois filhos, David (1981) e Maximilian (1985), e se divorciaram em 1989.
Em 1981, Lady Henrietta Gelber fundou sua própria companhia de design de interiores, chamada Woodstock Designs, que é especializada em renovação de propriedades de campo. Em 1986, uma companhia separada, Spencer-Churchill Designs, foi criada para fabricar mobílias e papéis de parede. As vendas são realizadas no Reino Unido e em outros países.
Lady Henrietta também está envolvida com trabalhos de caridade, sendo a patrona da Campanha para Pesquisa do Câncer de Oxfordshire. É também a atual presidenta do Concerto Memorial de Churchill, um evento anual que é organizado no Palácio de Blenheim e que arrecada dinheiro a pequenas instituições beneficentes locais.

## Livros
- "Classic English Interiors"
- "Classic Decorative Details"
- "Classic Fabrics"
- "Classic Georgian Style"
- "Classic Meets Contemporary"
- "Classic Entertaining"
- "Classic Designs Styles"
- "Classic Interior Design"
- "Blenheim and the Churchill Family: A Personal Portrait"